# Поморцева (деревня)
Поморцева — деревня в Черемховском районе Иркутской области России. Входит в состав Бельского муниципального образования. Находится примерно в 41 км к юго-западу от районного центра.

## Население
| 2002 | 2010 | 2011 | 2012 |
| ---- | ---- | ---- | ---- |
| 29   | ↘6   | →6   | →6   |